# Challenger Ciudad de Guayaquil 2022 - Doppio
Jesper de Jong e Bart Stevens erano i detentori del titolo ma solo de Jong ha scelto di partecipare in coppia con Max Houkes.
In finale Guido Andreozzi e Guillermo Durán hanno sconfitto Facundo Díaz Acosta e Luis David Martínez con il punteggio di 6-0, 6-4.

## Teste di serie
1. Sriram Balaji /  Jeevan Nedunchezhiyan (semifinale)
2. Guido Andreozzi /  Guillermo Durán (campioni)

1. Boris Arias /  Federico Zeballos (quarti di finale)
2. Facundo Díaz Acosta /  Luis David Martínez (finale)

## Wildcard
1. Patricio Alvarado /  Juan Sebastián Osorio (primo turno)

1. Álvaro Guillén Meza /  Cayetano March (primo turno)

## Tabellone

### Legenda
| - Q = Qualificato - WC = Wild card - LL = Lucky loser | - ALT = Alternate - SE = Special Exempt - PR = Protected Ranking | - w/o = Walkover - r = Ritirato - d = Squalificato |

|  | Primo turno | Primo turno                    | Primo turno                    | Primo turno | Primo turno |  |  | Quarti di finale | Quarti di finale           | Quarti di finale           | Quarti di finale          | Quarti di finale          |   |   | Semifinali | Semifinali                              | Semifinali                              | Semifinali                      | Semifinali                      |   |   | Finale | Finale | Finale | Finale | Finale |  |
|  |             |                                |                                |             |             |  |  |                  |                            |                            |                           |                           |   |   |            |                                         |                                         |                                 |                                 |   |   |        |        |        |        |        |  |
|  | 1           | S Balaji J Nedunchezhiyan      | 2                              | 7           | [10]        |  |  |                  |                            |                            |                           |                           |   |   |            |                                         |                                         |                                 |                                 |   |   |        |        |        |        |        |  |
|  |             | F Comesaña N Sánchez Izquierdo | 6                              | 5           | [7]         |  |  | 1                | S Balaji J Nedunchezhiyan  | S Balaji J Nedunchezhiyan  | 6                         | 6                         |   |   |            |                                         |                                         |                                 |                                 |   |   |        |        |        |        |        |  |
|  |             | JI Galarza T Lipovšek Puches   | JI Galarza T Lipovšek Puches   | 4           | 3           |  |  |                  | E Ribeiro T Seyboth Wild   | E Ribeiro T Seyboth Wild   | 2                         | 4                         |   |   |            |                                         |                                         |                                 |                                 |   |   |        |        |        |        |        |  |
|  |             | E Ribeiro T Seyboth Wild       | E Ribeiro T Seyboth Wild       | 6           | 6           |  |  |                  |                            |                            |                           |                           |   |   | 1          | S Balaji J Nedunchezhiyan               | S Balaji J Nedunchezhiyan               | 4                               | 5                               |   |   |        |        |        |        |        |  |
|  | 4           | F Díaz Acosta LD Martínez      | F Díaz Acosta LD Martínez      | 6           | 6           |  |  |                  |                            | 4                          | F Díaz Acosta LD Martínez | F Díaz Acosta LD Martínez | 6 | 7 |            |                                         |                                         |                                 |                                 |   |   |        |        |        |        |        |  |
|  | WC          | P Alvarado JS Osorio           | P Alvarado JS Osorio           | 3           | 3           |  |  | 4                | F Díaz Acosta LD Martínez  | F Díaz Acosta LD Martínez  | F Díaz Acosta LD Martínez | w/o                       |   |   |            |                                         |                                         |                                 |                                 |   |   |        |        |        |        |        |  |
|  |             | TA Tirante JB Torres           | TA Tirante JB Torres           | 6           |             |  |  |                  | TA Tirante JB Torres       | TA Tirante JB Torres       | TA Tirante JB Torres      |                           |   |   |            |                                         |                                         |                                 |                                 |   |   |        |        |        |        |        |  |
|  |             | D Dutra da Silva A Merino      | D Dutra da Silva A Merino      | 3           | r           |  |  |                  |                            |                            |                           |                           |   |   | 4          | Facundo Díaz Acosta Luis David Martínez | Facundo Díaz Acosta Luis David Martínez | 0                               | 4                               |   |   |        |        |        |        |        |  |
|  |             | S Galdós G Melzer              | 3                              | 6           | [2]         |  |  |                  |                            |                            |                           |                           |   |   |            |                                         | 2                                       | Guido Andreozzi Guillermo Durán | Guido Andreozzi Guillermo Durán | 6 | 6 |        |        |        |        |        |  |
|  |             | K Drzewiecki P Matuszewski     | 6                              | 4           | [10]        |  |  |                  | K Drzewiecki P Matuszewski | K Drzewiecki P Matuszewski | 6                         | 6                         |   |   |            |                                         |                                         |                                 |                                 |   |   |        |        |        |        |        |  |
|  |             | J de Jong M Houkes             | J de Jong M Houkes             | 4           | r           |  |  | 3                | B Arias F Zeballos         | B Arias F Zeballos         | 4                         | 2                         |   |   |            |                                         |                                         |                                 |                                 |   |   |        |        |        |        |        |  |
|  | 3           | B Arias F Zeballos             | B Arias F Zeballos             | 6           |             |  |  |                  |                            |                            |                           |                           |   |   |            | K Drzewiecki P Matuszewski              | K Drzewiecki P Matuszewski              | 5                               | 3                               |   |   |        |        |        |        |        |  |
|  | WC          | Á Guillén Meza C March         | Á Guillén Meza C March         | 62          | 3           |  |  |                  |                            | 2                          | G Andreozzi G Durán       | G Andreozzi G Durán       | 7 | 6 |            |                                         |                                         |                                 |                                 |   |   |        |        |        |        |        |  |
|  |             | A Andrade R Quiroz             | A Andrade R Quiroz             | 7           | 6           |  |  |                  | A Andrade R Quiroz         | A Andrade R Quiroz         | 65                        | 1                         |   |   |            |                                         |                                         |                                 |                                 |   |   |        |        |        |        |        |  |
|  |             | H Casanova S Rodríguez Taverna | H Casanova S Rodríguez Taverna | 2           | 3           |  |  | 2                | G Andreozzi G Durán        | G Andreozzi G Durán        | 7                         | 6                         |   |   |            |                                         |                                         |                                 |                                 |   |   |        |        |        |        |        |  |
|  | 2           | G Andreozzi G Durán            | G Andreozzi G Durán            | 6           | 6           |  |  |                  |                            |                            |                           |                           |   |   |            |                                         |                                         |                                 |                                 |   |   |        |        |        |        |        |  |